# أميغا أو إس
أميغا أو إس (بالإنجليزية: AmigaOS) هو نظام التشغيل الافتراضي لحواسيب أميغا الشخصية. تم تطويره في البدء من قبل شركة كومودور إنترناشونال، وتم تقديمه لأول مرة عام 1985 مع جهاز أميغا 1000. عمل أميغا أو إس على سلسلة معالجات موتورولا 68k الدقيقة، باستثناء أميغا أو إس 4 الذي يعمل على معالجات باور بي سي الصغرية.